# Minúscula 48
Minúscula 48 (en la numeración Gregory-Aland), A232 (Soden) es un manuscrito griego en minúsculas del Nuevo Testamento, en hojas de pergamino. Es datado paleográficamente en el siglo XII. El manuscrito tiene contenidos complejos y marginalia parcial.

## Descripción
El códice contiene el texto completo de los cuatro Evangelios en 145 hojas (tamaño de 28.5 cm por 22.5 cm) con un comentario. El texto está escrito en dos columnas por página, 30 líneas por página.
El texto está dividido según los κεφαλαια (capítulos), cuyos números se dan en el margen.
Contiene las tablas de los Cánones de Eusebio al principio, suscripciones al final de los Evangelios, con números de ρηματα y números de στιχοι, algunas notas del primer escriba, escolios de una mano posterior, e ilustraciones.
Tiene errores con la iota suscrita.

## Texto
Aland no lo colocó en ninguna categoría. No fue examinado utilizando el Perfil del Método de Claremont. En consecuencia, se desconoce el carácter textual del códice.

## Historia
El manuscrito fue fechado por Scholz en el siglo XIII; y por Gregory, en el siglo XII. Actualmente es datado por el INTF en el siglo XII.
El manuscrito fue utilizado por Mill (como Bodl. 7).
Fue añadida a la lista de manuscritos del Nuevo Testamento por J. J. Wettstein. C. R. Gregory lo vio en 1883.
Se encuentra actualmente en la Bodleian Library (Auct. D. 2. 17), en Oxford.

## Lectura adicional
- Gregory, Caspar René (1900). Textkritik des Neuen Testamentes 1. Leipzig: J.C. Hinrichs'sche Buchhandlung. p. 140.

- Datos: Q6870519